# Hyperolius pusillus
Hyperolius pusillus là một loài ếch thuộc họ Hyperoliidae.
Loài này có ở Botswana, Kenya, Malawi, Mozambique, Somalia, Nam Phi, Swaziland, Tanzania, Zimbabwe, và có thể cả Uganda.
Môi trường sống tự nhiên của chúng là xavan khô, xavan ẩm, vùng cây bụi khô khu vực nhiệt đới hoặc cận nhiệt đới, vùng cây bụi ẩm khu vực nhiệt đới hoặc cận nhiệt đới, đồng cỏ khô nhiệt đới hoặc cận nhiệt đới vùng đất thấp, đồng cỏ nhiệt đới hoặc cận nhiệt đới vùng ngập nước hoặc lụt theo mùa, đầm nước, đầm nước ngọt, đầm nước ngọt có nước theo mùa, đất canh tác, vùng đồng cỏ, vườn nông thôn, khu vực trữ nước, và ao.

## Hình ảnh

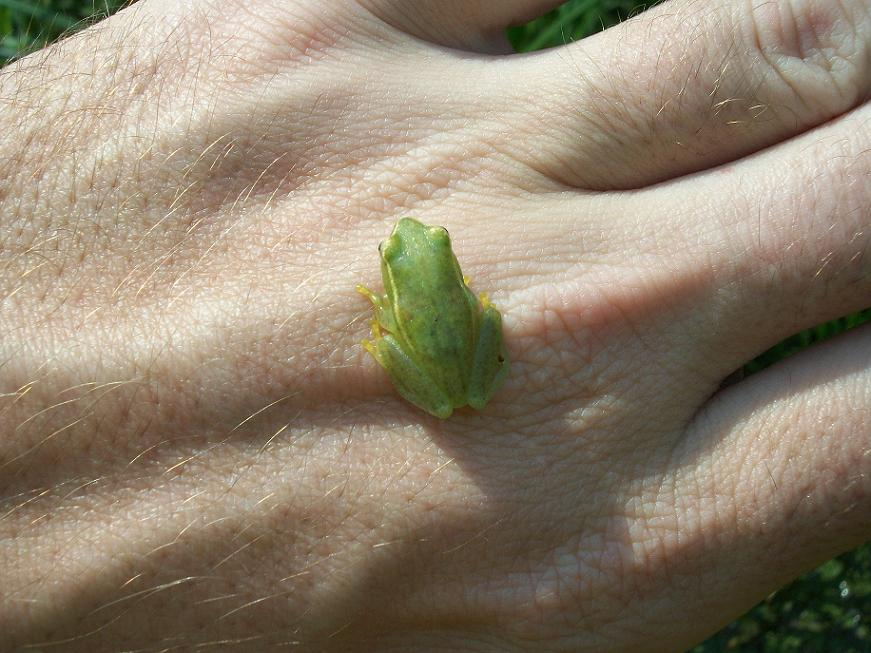
Adult Waterlily Reed Frog on human hand
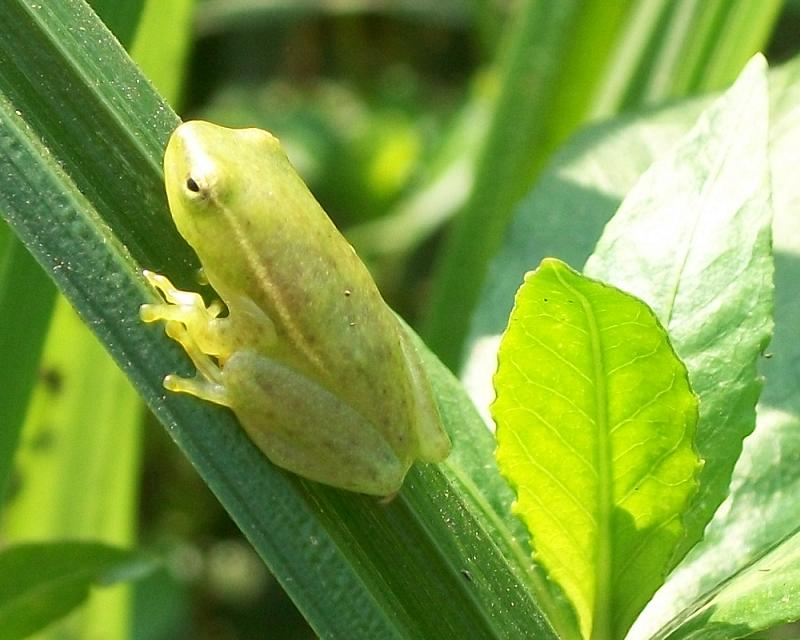
Amongst vegetation
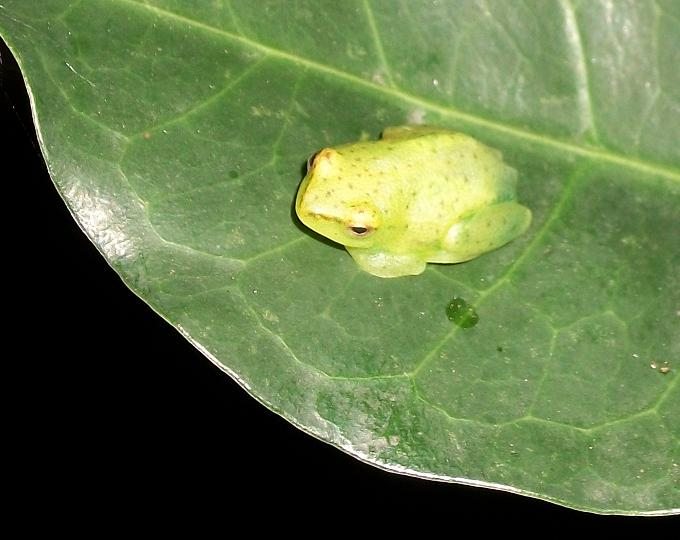
On a tree leaf